# Erle Stanley Gardner
Erle Stanley Gardner (Malden, Massachusetts, 17 de julho de 1889 — Temecula, Califórnia, 11 de março de 1970), foi um advogado criminalista norte-americano e escritor de histórias de detetives que também publicou sob os pseudônimos: A.A. Fair, Kyle Corning, Charles M. Green, Carleton Kendrake, Charles J. Kenny, Les Tillray, e Robert Parr. Foi o criador do detetive Perry Mason, de Della Street, confidente de Mason e de Paul Drake, um velho amigo de Mason que é chefe da Agência Detetive Drake.
Erle Stanley criou sob o pseudônimo de A.A. Fair os detetives Donald Lam e Bertha Cool, que apareceram pela primeira vez na história Divórcio Sangrento.

## Vida
Escritor e advogado norte-americano nascido a 7 de Julho de 1889, em Malden, Massachusetts, e falecido a 11 de Março de 1970, em sua casa, no Rancho del Paisano.

### Infância
Erle Stanley Gardner, nasceu em 7 de Julho de 1889 em Malden, Massachusetts,filho de Charles W. Gardner e Grace Adelma Waugh Gardner, seus pais se mudaram no mesmo ano de seu nascimento, e estabeleceram-se em Oroville na Califórnia, como o pai fosse explorador de ouro, Gardner viajou do Klondike até a Califórnia acompanhando o pai em suas viagens, e foi a experiência adquirida em minas de ouro, que levou Gardner a escrever o livro Gold Comes in Bricks.
Quanto Gardner tinha 10 anos, o pai mudou-se com a família para Portland no Oregon onde se tornaria engenheiro. Três anos depois, Charles Gardner, levou a família para o Klondike onde trabalhou como engenheiro de minas. Após a virada do século a família se estabeleceu em Oroville, na Califórnia

### Estudos
Embora fosse considerado uma criança prodígio, foi suspenso da Oroyule Union High School em 1906 quando tinha 17 anos, após ridicularizar o diretor. Matriculou-se na Universidade de Valparaíso, porém foi expulso, menos de um mês após a matrícula após se envolver numa luta de boxe ilegal, tal fato fez com que Gardner descobrisse o seu talento como pugilista.
A adolescência de Gardner foi em parte rebelde, até que ele descobrisse seu talento para o esporte, Gardner foi pugilista, velejador, tendo como hobbies também, a pesca esportiva, o tênis e o golfe.
Erle Stanley concluiu seus estudos em Junho de 1909 na Escola Secundária Palo Alto, na Baía de São Francisco.
 O sonho do pai de Gardner era que seu filho fosse advogado, o futuro autor passou então a viajar por boa parte da Califórnia, lendo sobre direito e leis penais, até que em 1911 aos 21 anos foi contratado para trabalhar num escritório de advocacia em Willow, ganhando apenas US$ 20 por mês.

### Carreira e Vida Pessoal
Após um curto período trabalhando na construção de uma estrada de ferro em Eugene no Oregon, o jovem voltou para a Califórnia onde casou-se com Natalie Frances Beatrice Talbert em 9 de Abril de 1912 com quem teve um filho, e em 1915 mudou-se para Ventura, onde em 1916 abriu um escritório de advocacia, porém seus métodos legais ousados não atraiam os americanos, por esse motivo, aliado ao fato de falar chinês fluentemente, Gardner defendeu grande parte de clientes chineses, que também serviram-lhe de inspiração para o livro The Case of the Howling Dog em 1934. Pouco depois Gardner se mudou para São Francisco, onde se formou em 1919, mas dois anos depois, em 1921 retornou a Ventura, onde se juntou a empresa Orr.
Em 1921 Gardner aproveitou-se das horas vagas para escrever a história "Naughty Nellie Nighty", que no final do mesmo ano, foi publicada na revista Breezy Stories. Gardner passou então a ter uma carreira dupla, advogado durante o dia e escritor durante a noite. O objetivo de Gardner era escrever 100 mil palavras por mês. As histórias de Gardner iam desde romances policiais até ficção científica, Gardner usou pseudônimos como Charles Green, Kyle Corning e Grant Holiday, entre os títulos do autor, "Speed Dash The Human Fly", e "Lester Leith".
Em 1923 como Charles M. Green, publicou a novela "The Shrieking Skeleton" (O Grito dos Esqueletos), na revista Black Mask junto a Dashiell Hammett e John Carroll Daly, a novela não obteve muito êxito, os editores da revista acharam que fosse uma piada, e publicaram junto a novela, uma nota se desculpando com os leitores da revista, que fizeram impiedosas críticas ao trabalho do autor, Gardner porém leu as críticas e usou-as para aperfeiçoar a novela, que foi vendida a Black Mask por US$160. Assim iniciou-se a brilhante carreira, de um autor que venderia mais de 300 milhões de livros.
Em 1933 abandonou a advocacia e passou a dedicar-se inteiramente a literatura.

### O início na literatura
O seu primeiro livro, The Case of the Velvet Claws(O Caso das Garras de Veludo), foi recusado pelo Collier's e  pelo Saturday Evening Post. Até que foram redescobertas por Thayer Hobson o presidente da William Morrow Publishing Company, que publicou boa parte dos livros de Gardner.The Case of the Velvet Claws foi publicado em 1 de Março de 1933, no Edifício Gardner, em Ventura
Ao todo foram quase 150 romances policiais e histórias de ficção científica, Erle Stanley vendeu mais de 3000 milhões de livros e entrou para o Guiness. Na época em que iniciou suas obras, Gardner estabeleceu a meta de escrever 1 200 000 palavras por ano, ou seja, 3 300 por dia e 100 mil por mês, logo Gardner passou a ditar suas obras que eram datilografadas por secretárias. Seus maiores sucessos foram os romances protagonizados pelo advogado Perry Mason, como por exemplo The Case of the Velvet Claws (1933, O Caso das Garras de Veludo), The Case of the Sulky Girl (1933, O Caso da Jovem Arisca), The Case of the Vagabond Girl (1948, O Caso da Virgem Vagabunda), The Case of the Deadly Toy (1959, O Caso do Brinquedo Mortífero), The Case of the Beautiful Beggar (1965,O Caso da Bela Mendiga), Mason que já era um sucesso se tornou fenômeno nos anos 80 quando seus romances foram adaptados para uma série televisiva, estrelada por Raymond Burr.
Sob o pseudônimo de A.A. Fair, Erle Stanley criou ainda uma série de romances protagonizada por Donald Lam e Bertha Cool. Além de outros personagens como o delegado Doug Selby, e o seu rival Alphonse Baker Carr. Erle Stanley escreveu ainda como Kyle Corning, Charles M. Green, Carleton Kendrake, Charles J. Kenny, Les Tillray e Robert Parr.
Após a morte de Erle Stanley, a série de Perry Mason teve continuidade através de Thomas Chastain.

### Perry Mason
| Nº | Ano     | Título Original                       | Título em Português                                                |
| 01 | 1933    | The Case of the Velvet Claws          | O Caso das Garras de Veludo                                        |
| 02 | 1933    | The Case of the Sulky Girl            | O Caso da Jovem Arisca                                             |
| 03 | 1934    | The Case of the Lucky Legs            | O Caso da Fotografia Misteriosa/O Caso das Pernas da Sorte         |
| 04 | 1934    | The Case of the Howling Dog           | O Caso do Cão Uivador                                              |
| 05 | 1935    | The Case of the Curious Bride         | O Caso da Noiva Curiosa                                            |
| 06 | 1935    | The Case of the Counterfeit Eye       | O Caso do Olho de Vidro                                            |
| 07 | 1935    | The Case of the Caretaker's Cat       | O Caso do Gato do Porteiro                                         |
| 08 | 1936    | The Case of Sleepwalker's Niece       | O Caso da Sobrinha do Sonâmbulo                                    |
| 09 | 1936    | The Case of the Stuttering Bishop     | O Caso do Bispo Gago                                               |
| 10 | 1937    | The Case of the Dangerous Dowager     | O Caso da Viúva Assustada / O Caso da Milionária Perigosa          |
| 11 | 1937    | The Case of the Lame Canary           | O Caso do Canário Coxo                                             |
| 12 | 1938    | The Case of the Substitute Face       | O Caso do Rosto Substituído                                        |
| 13 | 1938    | The Case of the Shoplifter’s Shoe     | O Caso do Sapato da Ladra                                          |
| 14 | 1939    | The Case of the Perjured Parrot       | O Caso do Papagaio Perjuro / O Caso do Papagaio Mentiroso          |
| 15 | 1939    | The Case of the Rolling Bones         | O Caso dos Dados Viciados                                          |
| 16 | 1940    | The Case of the Baited Hook           | O Caso do Anzol Iscado                                             |
| 17 | 1940    | The Case of the Silent Partner        | O Caso da Loja de Flores                                           |
| 18 | 1941    | The Case of the Haunted Husband       | O Caso do Marido Enfeitiçado                                       |
| 19 | 1941    | The Case of the Empty Tin             | O Caso da Lata Vazia                                               |
| 20 | 1942    | The Case of the Drowning Duck         | O Caso do Pato Afogado                                             |
| 21 | 1942    | The Case of the Careless Kitten       | O Caso do Gatinho Descuidado / O Caso do Gato Envenenado           |
| 22 | 1943    | The Case of the Buried Clock          | O Caso do Relógio Enterrado                                        |
| 23 | 1943    | The Case of the Drowsky Mosquito      | O Caso do Mosquito Macabro                                         |
| 24 | 1944    | The Case of the Crooked Candle        | O Caso do Candeeiro de Petróleo / O Caso da Vela Torcida           |
| 25 | 1944    | The Case of the Black-Eyed Blonde     | O Caso da Loira de Olhos Negros                                    |
| 26 | 1945    | The Case of the Golddigger's Purse    | O Caso dos Peixes Dourados                                         |
| 27 | 1945    | The Case of the Half-Wakened Wife     | O Caso da Esposa Mal-Acordada                                      |
| 28 | 1946    | The Case of the Borrowed Brunette     | O Caso da Morena Emprestada                                        |
| 29 | 1947    | The Case of the Fan Dancer's Horse    | O Caso do Cavalo da Dançarina                                      |
| 30 | 1947    | The Case of the Lazy Lover            | O Caso do Amante Preguiçoso                                        |
| 31 | 1948    | The Case of the Lonely Heiress        | O Caso da Herdeira Desaparecida                                    |
| 32 | 1948    | The Case of the Vagabond Virgin       | O Caso da Virgem Vagabunda                                         |
| 33 | 1949    | The Case of the Dubious Bridegroom    | O Caso do Noivo Duvidoso                                           |
| 34 | 1949    | The Case of the Cautious Coquette     | O Caso do Cadáver Atropelado                                       |
| 35 | 1950    | The Case of the Negligent Nymph       | O Caso da Ninfa Noturna                                            |
| 36 | 1950    | The Case of the One-Eyed Witness      | O Caso da Testemunha Zarolha                                       |
| 37 | 1951    | The Case of the Fiery Fingers         | O Caso dos Dedos Fluorescentes                                     |
| 38 | 1951    | The Case of the Angry Mourner         | O Caso dos Vidros Quebrados                                        |
| 39 | 1952    | The case of the Moth-Eaten Mink       | O Caso do Casaco Roído por Traças                                  |
| 40 | 1952    | The Case of the Grinning Gorilla      | O Caso das Garras do Gorila                                        |
| 41 | 1953    | The Case of the Hesitant Hostess      | O Caso da Anfitriã Hesitante                                       |
| 42 | 1953    | The Case of the Green-Eyed Sister     | O Caso da Irmã de Olhos Verdes                                     |
| 43 | 1954    | The Case of the Fugitive Nurse        | O Caso da Enfermeira Desaparecida                                  |
| 44 | 1954    | The Case of the Runaway Corpse        | O Caso do Cadáver Fugitivo                                         |
| 45 | 1955    | The Case of the Restless Redhead      | O Caso da Ruiva Irrequieta                                         |
| 46 | 1955    | The Case of the Sun Bather's Diary    | O Caso da Cliente Nua                                              |
| 47 | 1955    | The Case of the Glamorous Ghost       | O Caso do Fantasma Sedutor                                         |
| 48 | 1955    | The Case of the Nervous Accomplice    | O Caso do Cúmplice Nervoso                                         |
| 49 | 1956    | The Case of the Terrified Typist      | O Caso da Dactilógrafa Aterrada                                    |
| 50 | 1956    | The Case of the Demure Defendant      | O Caso do Soro da verdade                                          |
| 51 | 1956    | The Case of the Gilded Lily           | O Caso do Lírio Dourado                                            |
| 52 | 1957    | The Case of the Screaming Woman       | O Caso do Grito de Mulher                                          |
| 53 | 1957    | The Case of the Lucky Loser           | O Caso do Sortudo Perdedor                                         |
| 54 | 1957    | The Case of the Daring Decoy          | O Caso do Chamariz Ousado                                          |
| 55 | 1958    | The Case of the Foot-Lose Doll        | O Caso da Rapariga sem Rumo                                        |
| 56 | 1958    | The Case of the Long-Legged Models    | O Caso dos Modelos de Pernas Fabulosas/O Caso das Pernas Fabulosas |
| 57 | 1958    | The Case of the Calendar Girl         | O Caso da Garota do Calendário                                     |
| 58 | 1959    | The Case of the Singing Skirt         | O Caso da Saia Cantando                                            |
| 59 | 1959    | The Case of the Mythical Monkeys      | O Caso dos Macacos Lendários                                       |
| 60 | 1959    | The Case of the Deadly Toy            | O Caso do Brinquedo Mortífero                                      |
| 61 | 1960    | The Case of the Waylaid Wolf          | O Caso do Lobo Violador                                            |
| 62 | 1960    | The Case of the Duplicate Daughter    | O Caso das Filhas Duplicadas                                       |
| 63 | 1960    | The Case of the Shapely Shadow        | O Caso da Sombra Assassina                                         |
| 64 | 1961    | The Case of the Spurious Spinster     | O Caso da Falsa Solteirona                                         |
| 65 | 1961    | The Case of the Bigamous Spouse       | O Caso do Bígamo Assassinado                                       |
| 66 | 1962    | The Case of the Reluctant Model       | O Caso da Modelo Erótica/O Caso da Modelo Relutante                |
| 67 | 1962    | The Case of the Blonde Bonanza        | O Caso da Loura Provocante                                         |
| 68 | 1962    | The Case of the Ice-Cold Hands        | O Caso das Mãos Geladas                                            |
| 69 | 1963    | The Case of the Amorous Aunt          | O Caso da Tia Amorosa                                              |
| 70 | 1963    | The Case of the Stepdaughter's Secret | O Caso do Segredo da Enteada                                       |
| 71 | 1963    | The Case of the Mischievous Doll      | O Caso da Boneca Maliciosa                                         |
| 72 | 1964    | The Case of the Phantom Fortune       | O Caso da Fortuna Fantasma                                         |
| 73 | 1964    | The Case of the Horrified Heirs       | O Caso dos Herdeiros Horrorizados                                  |
| 74 | 1964    | The Case of the Daring Divorcee       | O Caso da Divorciada Audaciosa                                     |
| 75 | 1965    | The Case of the Troubled Trustee      | O Caso do Administrador Atrapalhado                                |
| 76 | 1965    | The Case of the Beautiful Beggar      | O Caso da Bela Mendiga                                             |
| 77 | 1966    | The Case of the Worried Waitress      | O Caso da Garçonete Preocupada                                     |
| 78 | 1967    | The Case of the Queenly Contestant    | O Caso da Concorrente Majestosa                                    |
| 79 | 1968    | The Case of the Careless Cupid        | O Caso do Cupido Descuidado                                        |
| 80 | 1969    | The Case of the Fabulous Fake         | O Caso do Anuncio Falso / O Caso da Simpática Impostora            |
| 81 | 1969    | The Case of the Murdereous Bride      | O Caso da Noiva Assassina                                          |
| 82 | 1971(*) | The Case of the Crimson Kiss          | O Caso do Beijo Criminoso                                          |
| 83 | 1971(*) | The Case of he Crying Swallow         | O Caso do Choro Engolido                                           |
| 84 | 1972(*) | The Case of the Irate Witness         | O Caso da Testemunha Enfurecida                                    |
| 85 | 1972(*) | The Case of the Fenced-In Woman       | O Caso da Mulher Cercada                                           |
| 86 | 1973(*) | The Case of the Postponed Murder      | O Caso do Assassinato Adiado                                       |

(*)Publicações Póstumas

### Donald Lam e Bertha Cool
| Nº | Publicação        | Título Original         | Título em Português                    |
| 01 | Janeiro de 1939   | The Bigger They Come    | Divórcio Sangrento                     |
| 02 | Janeiro de 1940   | Turn on the Heat        | Sobre Brasas                           |
| 03 | Setembro de 1940  | Gold Comes in Bricks    | Morte em Barras de Ouro                |
| 04 | Março de 1941     | Spill the Jackpot       | Jogo, Mulheres e Morte                 |
| 05 | Dezembro de 1941  | Double or Quits         | Tudo ou Nada                           |
| 06 | Junho de 1942     | Owls Don't Blink        | O Apartamento Fatídico                 |
| 07 | Setembro de 1942  | Bats Fly at Dusk        | Os morcegos voam ao anoitecer          |
| 08 | Agosto de 1943    | Cats Prowl at Night     | De Noite todos os Gatos são Pardos     |
| 09 | Setembro de 1944  | Give me the Axe         | O Machado Denunciante                  |
| 10 | Abril de 1946     | Crows Can't Count       | A morte verde                          |
| 11 | Setembro de 1947  | Fools Die on Friday     | Morte à Sexta-Feira                    |
| 12 | Janeiro de 1949   | Bedrooms Have Windows   | As Vidraças da Morte                   |
| 13 | Fevereiro de 1952 | Top of the Heap         | Tentação Perigosa                      |
| 14 | Setembro de 1953  | Some Women Won't Wait   | Algumas não Esperam                    |
| 15 | Novembro de 1956  | Beware the Curves       | Cuidado com as Curvas                  |
| 16 | Março de 1957     | You can Die Laughing    | O Riso da Morte/Você pode Morrer Rindo |
| 17 | Outubro de 1957   | Some Slips don't Show   | Os Ciúmes de Minerva                   |
| 18 | Junho de 1958     | The Count of Nine       | Noves Fora Nada                        |
| 19 | Fevereiro de 1959 | Pass the Gravy          | O Cadáver Sem Rosto                    |
| 20 | Setembro de 1960  | Kept Women Can't Quit   | Só a Morte as Detém                    |
| 21 | Março de 1961     | Bachelors Get Lonely    | A Beleza é uma Armadilha               |
| 22 | Novembro de 1961  | Shills Can't Cash Chips | Armadilha para um Detective            |
| 23 | Abril de 1962     | Try Anything Once       | Fim de Semana com a Morte              |
| 24 | Abril de 1963     | Fish or Cut Bait        | Pegar ou Largar                        |
| 25 | Março de 1964     | Up for Grabs            | Truque Falhado                         |
| 26 | Abril de 1965     | Cut Thin to Win         | Divórcio Envenenado                    |
| 27 | Maio de 1966      | Widows Wear Weeds       | As viúvas andam de luto                |
| 28 | Março de 1967     | Traps Need Fresh Bait   | Fortuna Indesejável                    |
| 29 | Março de 1970     | All Grass isn't Green   | Procura-se Mulher                      |

### Doug Selby
| Nº | Publicação | Título                   |
| 01 | 1937       | The D.A. Calls it Murder |
| 02 | 1938       | The D.A. Holds a Candle  |
| 03 | 1939       | The D.A. Draws a Circle  |
| 04 | 1940       | The D.A. Goes to Trial   |
| 05 | 1942       | The D.A. Cooks a Goose   |
| 06 | 1944       | The D.A. Calls a Turn    |
| 07 | 1946       | The D.A. Breaks a Seal   |
| 08 | 1948       | The D.A. Takes a Chance  |
| 09 | 1949       | The D.A. Breaks an Egg   |

## Como Roteirista

### Séries e Minisséries
| Nº | Nome                              | Data de Início         | Data de Encerramento   | Veículo de Mídia | Emissora/Produtora      | Episódios     |
| 1  | The Edge of Night                 | 18 de Outubro de 1943  | 30 de Dezembro de 1955 | Rádio            | CBS Radio               | 3000          |
| 2  | The Court of Last Resorts         | 4 de Outubro de 1957   | 1958                   | Televisão        | Paisano Productions     | 26            |
| 3  | Perry Mason                       | 21 de Setembro de 1957 | 22 de Maio de 1966     | Televisão        | CBS/Paisano Productions | 271           |
| 4  | The New Adventures of Perry Mason | 16 de Setembro de 1973 | 20 de Janeiro de 1974  | Televisão        | CBS                     | 15            |
| 5  | Perry Mason (série de telefilmes) | 1985                   | 1993                   | Televisão        | NBC/Viacom              | 30 telefilmes |